# Naftalan Şəhəri
Naftalan Şəhəri är ett distrikt i Azerbajdzjan. Det ligger i den centrala delen av landet, 260 km väster om huvudstaden Baku. Antalet invånare är 7 403.
Följande samhällen finns i Naftalan Şəhəri:
- Naftalan
- Yolpaq

Omgivningarna runt Naftalan Şəhəri är i huvudsak ett öppet busklandskap. Runt Naftalan Şəhəri är det ganska tätbefolkat, med 149 invånare per kvadratkilometer.